# Christer Mattiasson
Christer Mattiasson (ur. 29 lipca 1971 w Borås) – szwedzki piłkarz występujący na pozycji napastnika.

## Kariera klubowa
Mattiasson seniorską karierę rozpoczynał w 1989 roku w zespole Byttorps IF. W 1992 roku trafił do pierwszoligowego IF Elfsborg. W 1997 roku z 14 golami na koncie wraz z Danem Sahlinem i Matsem Lilienbergiem został królem strzelców Allsvenskan. Również w 1997 roku wystąpił z zespołem w finale Pucharu Szwecji, jednak Elfsborg przegrał tam z AIK Fotboll.
W 1999 roku właśnie do tego klubu przeniósł się Mattiasson. W tym samym roku wywalczył z nim wicemistrzostwo Szwecji oraz Puchar Szwecji. W 2001 roku przeszedł do norweskiego Lillestrøm SK. W trakcie sezonu 2001 wrócił jednak do Szwecji, gdzie podpisał kontrakt z Djurgårdens IF. W 2002 roku zdobył z nim mistrzostwo Szwecji oraz Puchar Szwecji.
W 2003 roku Mattiasson odszedł do drugoligowej Brommapojkarny. Grał tam do 2005 roku, a potem występował jeszcze w drużynach Vallentuna BK oraz Valsta Syrianska IK.

## Kariera reprezentacyjna
W reprezentacji Szwecji Mattiasson zadebiutował 24 stycznia 1998 roku w przegranym 0:1 towarzyskim pojedynku ze Stanami Zjednoczonymi. W drużynie narodowej rozegrał łącznie 2 spotkania, oba w 1998 roku.